# 연세-게이오-릿쿄-푸단 리더십포럼
연세-게이오-릿쿄-푸단 리더십포럼(Yonsei-Keio-Rikkyo-Fudan Leadership Forum, 약칭 YKRF 리더십포럼, YKRF)은 2002년 한일 월드컵의 성공적인 개최를 축하하며 장차 한국과 일본을 이끌어갈 대한민국 연세대학교와 일본국 게이오기주쿠대학, 릿쿄대학 학생들의 리더십 함양과 상호이해의 도모를 위해 각 대학교의 총장들이 양해각서를 체결함으로써 연세-게이오-릿쿄 리더십 포럼으로 시작되었다. 이후 2006년부터는 중화인민공화국 푸단대학이 가입해 현재의 연세-게이오-릿쿄-푸단 리더십포럼의 모습을 갖추게 되었고 YKRF 리더십포럼은 한중일 대학생들의 학술교류와 상호 이해, 더 나아가 미래 동북아시아 협력을 논의하는 포럼으로 발전해왔다.
매년 개최되는 포럼은 한-일-중 순서로 번갈아가며 8월 첫째주-셋째주 중 한 주의 월요일-토요일 6일 간 개최된다. 이때 매년 대한민국 연세대학교에서 15명, 일본국 게이오기주쿠대학과 릿쿄대학에서 각각 8명씩 총 16명, 중화인민공화국 푸단대학에서 15명으로 총 46명의 학부 재학생들이 참가한다. 각국은 전공과 성별의 균형을 적절히 맞추고자 노력한다. 명칭은 YKRF의 순서로 부르는 것을 삼국이 합의하였으나, 각 학교별로 부르는 명칭에는 본교의 이니셜이 맨 앞에 오거나 혹은 맨 뒤에 오기도 하는 등 그 명칭이 유동적이다.
이중 연세대학교가 본교 동서문제연구원 리더십센터 산하 학생자치단체의 자격으로 가장 활발한 활동을 전개하고 있다. 2014년 현재 공식 웹사이트는 대한민국에 서버를 두고 있다.

### 2012년 서울
한국국제교류재단의 2012년 국제회의개최지원 사업에 포함되었다.